# Золотой воздушный змей (кинопремия)
«Золотой воздушный змей» (вьет. Cánh diều vàng) — национальная кинопремия Вьетнама. Учреждена «Союзом кинематографистов Вьетнама». Присуждается ежегодно. Церемония вручения кинонаград по итогам прошедшего года проходит, как правило, весной следующего года. Первой стала церемония «Золотой воздушный змей 2002», которая состоялась 13 марта 2003 года.

## Организаторы
Организатором проведения церемоний вручения национальной кинопремии является «Союз кинематографистов Вьетнама», существующий с 1970 года в Северном Вьетнаме и затем, с 1976 года, уже в объединённом Вьетнаме.

## Номинации
Номинации рассматриваются в следующих категориях:
- Кинофильмы
- Телевизионные фильмы
- Документальные фильмы
- Мультипликационные фильмы
- Научно-популярные фильмы

## Церемонии
| №    | Церемония                   | Дата           |
| ---- | --------------------------- | -------------- |
| 1-я  | Золотой воздушный змей 2002 | 2003           |
| 2-я  | Золотой воздушный змей 2003 | 2004           |
| 3-я  | Золотой воздушный змей 2004 | 16 марта 2005  |
| 4-я  | Золотой воздушный змей 2005 | 18 марта 2006  |
| 5-я  | Золотой воздушный змей 2006 | 5 мая 2007     |
| 6-я  | Золотой воздушный змей 2007 | 9 марта 2008   |
| 7-я  | Золотой воздушный змей 2008 | 1 марта 2009   |
| 8-я  | Золотой воздушный змей 2009 | 14 марта 2010  |
| 9-я  | Золотой воздушный змей 2010 | 13 марта 2011  |
| 10-я | Золотой воздушный змей 2011 | 17 марта 2012  |
| 11-я | Золотой воздушный змей 2012 | 9 марта 2013   |
| 12-я | Золотой воздушный змей 2013 | 15 марта 2014  |
| 13-я | Золотой воздушный змей 2014 | 12 марта 2015  |
| 14-я | Золотой воздушный змей 2015 | 20 апреля 2016 |
| 15-я | Золотой воздушный змей 2016 | 9 апреля 2017  |
| 16-я | Золотой воздушный змей 2017 | 15 апреля 2018 |
| 17-я | Золотой воздушный змей 2018 | 12 апреля 2019 |

## Лауреаты

### Кинофильмы
| Церемония | «Золотой воздушный змей»                                                                | «Серебряный воздушный змей» |
| --------- | --------------------------------------------------------------------------------------- | --- |
| 1-я       |                                                                                         | |
| 2-я       |                                                                                         | |
| 3-я       | не присуждён                                                                            | «Thời xa vắng» (реж. Hồ Quang Minh)                                                                                                   |
| 4-я       | «История Пао» (реж. Нго Куанг Хай)                                                      | не присуждён |
| 5-я       | «Ханой, Ханой» (реж. Буй Туан Зунг и Ли Ви) «Платье из шёлка „Хадонг“» (реж. Лыу Хюинь) | не присуждён |
| 6-я       | не присуждён                                                                            | «Trái tim bé bỏng» (реж. Nguyễn Thanh Vân) «Поцелуй смерти» (реж. Нгуен Куанг Зунг)                                                   |
| 7-я       | не присуждён                                                                            | «Луна на дне колодца» (реж. Nguyễn Vĩnh Sơn) «Huyền thoại bất tử» (реж. Лыу Хюинь)                                                    |
| 8-я       | «Не сжигай это» (реж. Данг Нят Минь)                                                    | не присуждён |
| 9-я       | «Судьба певицы в Тханглонге» (реж. Дао Ба Шон)                                          | «Бесконечные луга» (реж. Nguyễn Phan Quang Bình) «Khát vọng Thăng Long» (реж. Lưu Trọng Ninh) «Vũ điệu đam mê» (реж. Nguyễn Đức Việt) |
| 10-я      | «Запах горящей травы» (реж. Нгуен Хыу Мыой)                                             | «Большой босс» (реж. Чарли Нгуен) «Сайгон Йоу!» (реж. Стефани Гэйгер)                                                                 |
| 11-я      | «Небесный мандат героя» (реж. Виктор Ву)                                                | «Lạc lối» (реж. Phạm Nhuệ Giang) |
| 12-я      | «Идол» (реж. Куанг Хюи)                                                                 | «Маленький Тео» (реж. Чарли Нгуен) «Интрига на каблуках» (реж. Чан Хам)                                                               |
| 13-я      | не присуждён                                                                            | «Những đứa con của làng» (реж. Nguyễn Đức Việt) «Lạc giới» (реж. Phi Tiến Sơn) «Hương ga» (реж. Ngô Quốc Cường)                       |
| 14-я      | «Джекпот» (реж. Дастин Нгуен)                                                           | «Жизнь Йен» (реж. Динь Туан Ву) «Người trở về» (реж. Đặng Thái Huyền) «Жёлтые цветы на зелёной траве» (реж. Виктор Ву)                |
| 15-я      | «Sài Gòn anh yêu em» (реж. Ли Минь Тханг)                                               | «12 chòm sao. Vẽ đường cho yêu chạy» (реж. Vũ Ngọc Phượng) «Там и Кам: Нерассказанная история» (реж. Вероника Нго)                    |
| 16-я      | Портной (реж. Чан Быу Лок, Кай Нгуен)                                                   | Мне нет 18 (реж. Ле Тхань Шон) |
| 17-я      | Мой мистер Жена (реж. Чарли Нгуен)                                                      | Шонгланг (реж. Леон Куанг Ле) |